# Amoora
Amoora là một chi thực vật thuộc họ Meliaceae. Chi này có các loài sau (tuy nhiên danh sách này có thể chưa đủ):
- Amoora dasyclada, (How & T. Chen) C.Y. Wu